# Saurav Gurjar
Saurav Gurjar (nascido em 26 de setembro de 1985) é um lutador e ator profissional indiano. Atualmente ele está assinado com a WWE, onde atua na marca Raw sob o nome no ringue Sanga, como membro do Indus Sher, ao lado de Veer Mahaan e Jinder Mahal . Ele é mais conhecido por seu papel como Bhima no programa de TV Mahabharat. Ele é um ex-medalhista de ouro do National Kickboxing.

## Vida pregressa
Gurjar nasceu em 26 de setembro de 1985 e nasceu em Dabra, Madhya Pradesh. Ele é um ex-medalhista de ouro do National Kickboxing.

## Carreira de luta livre profissional

### Ring Ka King (2011–2012)
Em dezembro de 2011, ele participou do projeto indiano da Total Nonstop Action Wrestling, Ring Ka King, onde atuou sob o nome de ringue Deadly Danda. Ele foi membro do RDX de Jeff Jarrett ao lado de Abyss, Scott Steiner, Nick Aldis e Sonjay Dutt.

### WWE (2018-presente)
Em 14 de janeiro de 2018, Gurjar assinou contrato com a WWE . Gurjar fez sua primeira aparição na televisão como participante da batalha masculina do Worlds Collide. No episódio de 25 de março de 2020 do NXT, Gurjar e Rinku Singh atacaram Matt Riddle, com Malcolm Bivens aparentemente atuando como seu empresário Na semana seguinte, Bivens os apresentaria como Rinku e Saurav e revelaria o nome do time como Indus Sher. Indus Sher parou de aparecer na televisão em junho, depois que Gurjar postou uma foto no Instagram de Keith Lee segurando o NXT Championship e o NXT North American Championship, que ele venceu e manteve respectivamente, no NXT's The Great American Bash (2020), que ainda não foi ao ar. no momento em que a foto foi carregada.
No episódio de 18 de janeiro de 2022 do NXT, Saurav, sob o novo nome de ringue Sanga, foi reembalado como guarda-costas de Grayson Waller. No entanto, na edição de 12 de abril do NXT, Waller demitiu Sanga e na semana seguinte, Sanga perderia para Waller em uma partida de simples. Em outubro, Sanga reformou o Indus Sher com Veer Mahaan, o ex-Rinku, que havia retornado recentemente ao NXT. Sanga foi promovido ao elenco principal quando ele e Indus Sher foram convocados para a marca Raw no Draft de 2023 da WWE . Sanga fez sua estreia no Raw em 15 de maio em uma luta de duplas com Veer derrotando os talentos locais Drake Thompson e Lavar Barbie.

## Campeonatos e conquistas
- Ring Ka King
  - World Cup of Ring Ka King (2012) – with Scott Steiner, Sir Brutus Magnus, Abyss, and Sonjay Dutt[16]

## Carreira de ator
Em 2013, Gurjar iniciou sua carreira como ator e apareceu na televisão. Ele fez sua estreia na televisão com a série Mahabharat, na qual interpretou o papel de Bhim. O programa foi ao ar na Star Plus e durou de 2013 a 2014. Ele então apareceu em Sankatmochan Mahabali Hanuman como Ravan e Bali de 2016 a 2017.
Estreou no cinema com Brahmastra lançado em 2022.

## Filmografia
| † | Denota filmes que ainda não foram lançados |

| Ano  | Filme                      | Papel | Notas   |
| ---- | -------------------------- | ----- | ------- |
| 2022 | Brahmāstra Part One: Shiva | Zor   | Estreia |

### Televisão
| Ano       | Mostrar                       | Papel        | Notas |
| --------- | ----------------------------- | ------------ | ----- |
| 2013–2014 | Mahabharata                   | Bhim         |       |
| 2014–2016 | O Novo Coma Bulaga! Indonésia | Hospedar     |       |
| 2016–2017 | Sankatmochan Mahabali Hanuman | Ravan e Bali |       |
| 2018      | Prithvi Vallabh               | Gohil Raj    |       |
| 2020      | Miopia                        | Gustavo      |       |
| 2022      | Yeh Jhuki Jhuki Si Nazar      | Vivek        |       |